# Tytthonyx gracilis
Tytthonyx gracilis es una especie de coleóptero de la familia Cantharidae.

## Distribución geográfica
Habita en Cuba.